# Arjen Draisma de Vries
Arjen Draisma de Vries (Achlum, 16 juli 1843 - Leeuwarden, 6 juli 1936) was een Nederlandse fabrikant en politicus.

## Loopbaan
Draisma de Vries was een zoon van Foppe Draisma de Vries en Aleida Beekhuis. Hij volgde zijn vader in 1886 op als administrateur (feitelijk directeur) van de Onderlinge Brandassurantie Maatschappij in Achlum. Met zijn halfbroer Willem Veldkamp richtte hij een cichoreifabriek op. Hij was daarnaast eigenaar van een dakpannenfabriek en in 1888 mede-oprichter van een van de eerste zuivelfabrieken in Friesland. 
Draisma de Vries was van 1884 tot 1914 lid van de Provinciale Staten van Friesland en gemeenteraadslid (1880-1897) en burgemeester (1893-1915) van Franekeradeel. Hij had daarnaast zitting in het bestuur van het Waterschap der  Vijfdeelen Zeedijken Binnendijks, hij was er lid van het College van Volmachten (1887), dijkgedeputeerde (1889) en dijkgraaf (1901-1914). Met name vanwege zijn werk voor het waterschap werd hij benoemd tot ridder in de Orde van Oranje-Nassau. Hij schreef een boek over de inpoldering van de Waddenzee. 
Hij overleed op 93-jarige leeftijd in het Diakonessenhuis in Leeuwarden en werd begraven in Achlum. 